# 국가두마
국가두마(러시아어: Госуда́рственная ду́ма 고수다르스트벤나야 두마[*], 약칭 러시아어: Госду́ма 고스두마[*])는 러시아 연방의 의회인 러시아 연방의회의 하원이다. 상원은 연방평의회이다. 두마 본부는 모스크바 한복판에 자리잡고 있으며, 그 구성원들은 의원(deputy)이라고 부른다. 국가두마는 1993년 보리스 옐친이 친위 쿠데타를 일으킨 뒤 소비에트 러시아를 해체하고 만든 것이다.

## 같이 보기
- 러시아의 정당
- 연방평의회